# 黄柄曲菌素
黄柄曲菌素（化学名：3,4,5-三羟基-6-甲基邻苯二甲醛，3,4,5-Trihydroxy-6-methylphthalaldehyde）是一种有机化合物，分子式C9H8O5，属于光毒性的抗真菌药与抗生素，存在于黄柄曲霉（Aspergillus flavipes）等真菌中。